# Georgine Hu
Georgine Hu, née le 10 décembre 1939 à Fouquières-lès-Lens et morte le 14 juin 2007 à Aire-sur-la-Lys, est une artiste dessinateur française d'art brut.

## Biographie
Après une enfance très difficile, marquée par une grande pauvreté, la violence de son père alcoolique et des troubles psychiques précoces, Georgine Hu est internée définitivement en 1956 à l'hôpital de Saint-Venant. Pendant une trentaine d'années, elle y réalise de très nombreux dessins, dont les thématiques peuvent être réparties en trois groupes : des villes fantastiques édifiées par empilement de blocs monochromes, des illustrations de contes merveilleux qui mettent en scène des princesses et des animaux et, surtout, des séries de billets de banque sur le modèle des billets des années 1960.
On trouve une centaine d'œuvres de Georgine Hu au musée Lille Métropole Musée d'art moderne, d'art contemporain et d'art brut (LaM), dont de nombreux billets de banque dessinés sur du papier hygiénique,,,.

## Quelques œuvres au LaM
- Une mare avec des tétards, Arbre et feuilles qui tombent dans un lac (Titre attribué), dessin[7]
- Arbres et oiseaux (Titre attribué), dessin[8]
- Série Billet de banque (Titre attribué), dessin[9]
- Coq (Titre attribué), dessin[10]
- 10 Bancuercquer 10, dessin[11]
- B8anccercsquercs, dessin[12]
- Baaeurcquercs debet, dessin[13]
- Bakcuerdqoirest, dessin[14]
- Ban c de France, dessin[15]
- Ban cquercs, dessin[16]
- Bancecque, dessin[17]
- Banceoecques, dessin[18]
- Bancercquercsc, dessin[19]
- Bancerequerscdefran, dessin[20]
- Banceucoueroque, dessin[21]
- Banceuerccquerys, dessin[22]